# Lindbergia koelzii
Lindbergia koelzii là một loài Rêu trong họ Leskeaceae. Loài này được R.S. Williams mô tả khoa học đầu tiên năm 1932.